# Kämmerer
Als Kämmerer bezeichnet man im Kommunalrecht von fünf deutschen Ländern den neben dem Bürgermeister oder Landrat für die Kommunalfinanzen verantwortlichen Aufgabenträger.

## Allgemeines
Das Hofamt des Kammerherrn wurde in Österreich und Bayern ebenfalls Kämmerer genannt.

## Historische Bedeutung
Das Wort geht auf das Hof- und Klosteramt des Camerarius und das Erzamt des Archicamerarius zurück und stammt vom etymologisch lateinischen Begriff camera (deutsch Kammer), speziell Schatzkammer, ab. Siehe dazu auch Kammerherr als Schlüsselverwalter der Gemächer.
Im Mittelalter wurde damit ein Bediensteter fürstlicher Höfe oder der Inhaber eines Klosteramts bezeichnet, im Sinne eines Finanzbeamten. Der Kämmerer war eines der alten Hofämter. Später verlor er diese Funktion an den Schatzmeister. Der Landeskämmerer war in einigen Gegenden eine obrigkeitliche Person, die für die herrschaftlichen Einnahmen einer ganzen Provinz verantwortlich war.

### Erzkämmerer des Heiligen Römischen Reiches
Die Hofämter am Hof des römisch-deutschen Kaisers hatten sich aus den merowingischen Hausämtern entwickelt und wurden seit dem 10. Jahrhundert nur noch von bedeutenden Reichsfürsten ausgeübt, wobei sie in der Praxis immer mehr symbolischer Natur wurden, während die ursprüngliche Funktion fast ganz verloren ging. Die bedeutendsten von ihnen wurden später als Erzämter mit der Kurwürde verbunden.
Die Erzkämmerer der römisch-deutschen Kaiser führten im Wappen das Reichszepter. Bei einer Krönung trugen sie es dem neugekrönten König voran. Beim Krönungsmahl des Heiligen Römischen Reiches mussten sie außerdem dem König eine Schale Wasser und ein Tuch zum Händewaschen reichen. Diese symbolische Aufgabe wurde in späterer Zeit von Stellvertretern durchgeführt (siehe Erbamt). Der Erzkämmerer des Reiches war der Markgraf von Brandenburg.

### England/Großbritannien und Frankreich
Auf den britischen Inseln unterscheidet man zwischen dem Lord Great Chamberlain, der für die Finanzen des Königreiches verantwortlich war und dem Lord Chamberlain of the Household, der die gleiche Aufgabe für den Haushalt des Königs wahrnimmt. Die genaue Ausgestaltung des Aufgabenbereiches wandelte sich mit der Zeit. Im Königreich Frankreich gab es dieselbe Unterscheidung zwischen dem Großkämmerer (Grand chambrier) und dem Großkammerherrn (Grand chambellan).

## Situation in Deutschland
Im Kommunalverfassungsrecht von fünf deutschen Ländern bezeichnet der Kämmerer den Leiter der Finanzverwaltung, der neben Bürgermeister oder Landrat für die finanziellen Angelegenheiten einer Kommune verantwortlich zeichnet. In der Regel sind ihm als Ämter oder Fachbereiche die Kämmerei, die Kasse und das Steueramt unterstellt. In Hessen ist diese Funktion nur in Städten für einen hauptamtlichen Beigeordneten mit der Amtsbezeichnung Stadtkämmerer gesetzlich vorgesehen. In Nordrhein-Westfalen gehört der Kämmerer mit dem Bürgermeister und den (hauptamtlichen) Beigeordneten dem Verwaltungsvorstand an. In kreisfreien Städten ist einer der Beigeordneten Stadtkämmerer. In Niedersachsen kann der Gemeindekämmerer etc. Wahlbeamter in einem Beamtenverhältnis auf Zeit sein und trägt infolgedessen die entsprechende Bezeichnung (sh. § 108 Abs. 3 NKomVG). In der Gemeindeordnung für Schleswig-Holstein kommt der Ausdruck Kämmerer zwar vor, seine Aufgaben und seine Stellung in der Gemeinde sind jedoch nicht definiert. Die Gemeindeordnung für das Land Brandenburg legt Aufgaben und Befugnisse eines Kämmerers fest und legt diese in die Hand eines Angestellten oder Beamten der Gemeinde. Somit ist der Kämmerer in den größeren Kommunen der Länder Hessen, Nordrhein-Westfalen und Niedersachsen als Wahlbeamter Dezernent für das Finanzdezernat der Verwaltung. In anderen deutschen Kommunen, besonders auch in den oben nicht genannten Flächenländern, kann zwar ebenfalls der für das Finanzwesen Verantwortliche als Kämmerer bezeichnet werden, jedoch geschieht dies eher nach Ortsrecht, aus Gewohnheit oder umgangssprachlich.
Vom Kämmerer zu unterscheiden ist der Begriff Kämmereileiter; hier handelt es meist um den Amtsleiter der Kämmerei.
Der  Kämmerer stellt unter anderem den Haushaltsplan auf. In süddeutschen Gemeinden ist dafür auch die Bezeichnung Stadtpfleger oder Gemeindepfleger gebräuchlich. Pendant bei Bundes- und Landesverwaltungen ist der Beauftragter für den Haushalt (BfdH).
Der Kämmerei sind oft auch die Liegenschaftsabteilung und die Steuerabteilung (Grundsteuer, Gewerbesteuer, Hundesteuer) angegliedert.